# Turgenevo
Turgenevo (in russo Тургенево?) è un insediamento di tipo urbano del distretto Ardatovskij nella Repubblica di Mordovia, Russia.
Il villaggio si trova nel nord-est della Repubblica, a poca distanza dal confine con la Ciuvascia, sulla riva destra del fiume Alatyr'.